# Kazuo Uchida
Kazuo Uchida (内田 一夫, Uchida Kazuo) est un footballeur japonais né le 18 avril 1962. Après sa carrière de joueur, il se reconvertit comme entraîneur.

## Biographie
Il est le sélectionneur de l'équipe de Guam lors de l'année 2011.